# Lorinda Cherry
Pour les articles homonymes, voir Cherry.
Lorinda Cherry est une informaticienne et développeuse informatique américaine. Elle obtient sa maîtrise en informatique à l'Institut de technologie Stevens en 1969. Elle rejoint les Laboratoires Bell en 1972 en tant que programmeuse en langage assembleur et y travaille sur le système d'exploitation Unix pendant plusieurs années. Elle décède chez elle en février 2022.

## Biographie
Cherry travaille au développement d'outils mathématiques, tels que bc et dc, et co-écrit eqn avec Brian Kernighan. Son travail sur libplot inspire plus tard le paquet GNU plotutils. Elle participe également à l'écriture de « analyzing the federalist papers and compressing digital phone books ».
Cherry est fascinée par le traitement de texte. Son travail non mathématique comprend le dictionnaire du correcteur orthographique Unix  et Writer's Workbench (wwb) des Laboratoires Bell. Writer's Workbench est fait pour aider les étudiants à apprendre à éditer leur travail :
J'ai le sentiment que la valeur éducative de beaucoup de ces outils réside autant de faire remarquer aux personnes apprenant à écrire qu'elles ont plusieurs possibilités et font des choix quand elles en ont. Elles ne pensent pas d'un travail d'écriture qu'il consiste à faire des choix en soi. Une fois qu'ils l'ont couché sur papier, ils pensent que c'est gravé dans la pierre. Donc ça les fait éditer.
Cherry contribue au système d'exploitation Plan 9, coécrit « Typing Documents on the UNIX System: Using the –ms and –mcs Macros with Troff » avec Mike Lesk pour la dixième édition du Manuel Unix , et code typo, le correcteur orthographique non-basé sur un dictionnaire, conçu par Bob Morris. Cherry travaille par ailleurs avec Morris et Lee McMahon pour collecter un corpus substantiel de textes et l'étudier statistiquement. « Certains de leurs outils, en particulier uniq et comm, sont devenus des incontournables. De ce travail est né le remarquable typo, qui a repéré les erreurs de frappe par inférence statistique ».
« Le travail de Cherry sur l'analyse grammaticale approximative et celui d'Aho sur la recherche rapide de modèles se sont avérés être la bonne base pour un évaluateur de style anglais suggéré par le professeur William Vesterman de l'université Rutgers. Celui-ci a ensuite été élaboré dans Writer's Workbench par Nina MacDonald et d'autres membres du département d'ingénierie de performance humaine ».
Cherry est l'une des trois co-inventeurs du brevet d'AT&T « Method and system for verifying the status of 911 emergency telephone services ».
Cherry a pour passe-temps la course de rallye automobile.